# 高吉克郎
高吉 克朗（たかよし かつろう、1963年5月12日 - ）は、鹿児島県出身の元オートバイレーサーである。ヨシムラのライダーとして、鈴鹿8時間耐久ロードレースなどで活躍した。

## 経歴
ノービス時代よりヨシムラチューンのスズキ・GSXを使用する名門チーム・ミラージュ関東に所属、1986年の鈴鹿4時間耐久レースにて優勝し、ノービスから国際A級に特別昇格を果たした。
A級1年目となる1987年、正式にヨシムラ入りし全日本選手権・TT-F3クラス（400cc）へのフルエントリーが決まった。すると第3戦スポーツランドSUGOでA級初優勝を達成。TT-F1(750cc)マシンを使用する鈴鹿8時間耐久レースでは、終盤までトップを走りながら残り5分で転倒、2位になるというレースで脚光を浴びる。これ以後は全日本選手権でもTT-F3だけではなくTT-F1クラスへも参戦するダブルエントリーとなり、TT-F3では全戦でポイントを獲得しランキング3位となる新人離れの活躍を見せた。
その後もヨシムラから8耐や全日本ロードレース選手権に参戦した後、ヨシムラのメカニックに転身した。

### 1987年の鈴鹿8時間耐久レース
高吉は1987年の鈴鹿8時間耐久レースにヨシムラのセカンドチームのライダーとして、ギャリー・グッドフェローとのペアで出場した。
この年のヨシムラのエースはケビン・シュワンツ/大島行弥組であったが、エンジントラブルによってわずか19周を走ったところでリタイヤしてしまう。しかしほとんどノーマークであったグッドフェロー/高吉組が予選9位から順調に順位を上げ、4時間を過ぎたところでトップを走っていたホンダのワイン・ガードナー/ドミニク・サロン組の転倒によってトップに立った。
その後はトップを譲ることなく順調に周回を重ねていたグッドフェロー/高吉組であったが、残り5分となったところで高吉が周回遅れのライダーと接触してコースアウト、転倒を喫してしまう。高吉はすぐにマシンを起こしてコースに戻ったが、レースはこの間にトップに立ったヤマハのケビン・マギー/マーチン・ウィマー組の勝利となり、高吉は2位に終わった。
8耐がもっとも盛り上がりを見せていた1980年代後半にあって、この年のレースは8耐史上に残る劇的なレースのひとつとして取り上げられることが多い。

## 戦績

### 鈴鹿8時間耐久ロードレース
| 年   | 車番 | ペアライダー             | チーム                            | マシン            | 予選順位 | 決勝順位 | 周回数 |
| ---- | ---- | ------------------------ | --------------------------------- | ----------------- | -------- | -------- | ------ |
| 1987 | 45   | ギャリー・グッドフェロー | ヨシムラ・スズキ オリオフィアット | スズキ・GSX-R750  | 9        | 2        | 200    |
| 1988 | 45   | 大島行弥                 | ヨシムラ・スズキ sietto GP-1      | スズキ・GSX-R750  | 19       | 22       | 189    |
| 1989 | 45   | 大島行弥                 | ヨシムラ・スズキ sietto GP-1      | スズキ・GSX-R750R | 10       | 5        | 197    |
| 1990 | 45   | リック・カーク           | ヨシムラ・スズキ sietto GP-1      | スズキ・GSX-R750R | 25       | 12       | 199    |